# Coremas
Coremas là một đô thị thuộc bang Paraíba, Brasil. Đô thị này có diện tích 379,491 km², dân số năm 2007 là 15607 người, mật độ 41,1 người/km².